# اوا بوکوفسکا
اِوا بوکوفسکا (لهستانی: Ewa Bukowska؛ زادهٔ ۲۷ اوت ۱۹۶۶) بازیگر اهل لهستان است.
از فیلم‌ها یا مجموعه‌های تلویزیونی که وی در آن‌ها نقش داشته‌است، می‌توان به موج جرم و جنایت، عشق اول، ع چون عشق، پدر متیو، کارآگاهان جنایی و درخت سحرآمیز اشاره نمود.